# MLB All-Star Game 1967
MLB All-Star Game 1967 – 38. Mecz Gwiazd ligi MLB, który odbył się 11 lipca 1967 roku na stadionie Anaheim Stadium w Anaheim. Mecz zakończył się zwycięstwem National League All-Stars 2–1 po rozegraniu 15 inningów i był najdłuższym w historii All-Star Game. Spotkanie obejrzało 46 309 widzów. Najbardziej wartościowym zawodnikiem został wybrany trzeciobazowy Tony Pérez z Cincinnati Reds, który zdobył zwycięskiego home runa w pierwszej połowie piętnastej zmiany.

## Wyjściowe składy
| National League | National League  | National League | National League | American League | American League  | American League | American League |
| #               | Zawodnik         | Klub            | Pozycja         | #               | Zawodnik         | Klub            | Pozycja         |
| --------------- | ---------------- | --------------- | --------------- | --------------- | ---------------- | --------------- | --------------- |
| 1               | Lou Brock        | Cardinals       | LF              | 1               | Brooks Robinson  | Orioles         | 3B              |
| 2               | Roberto Clemente | Pirates         | RF              | 2               | Rod Carew        | Twins           | 2B              |
| 3               | Hank Aaron       | Braves          | CF              | 3               | Tony Oliva       | Twins           | CF              |
| 4               | Orlando Cepeda   | Cardinals       | 1B              | 4               | Harmon Killebrew | Twins           | 1B              |
| 5               | Dick Allen       | Phillies        | 3B              | 5               | Tony Conigliaro  | Red Sox         | CF              |
| 6               | Joe Torre        | Braves          | C               | 6               | Carl Yastrzemski | Red Sox         | LF              |
| 7               | Bill Mazeroski   | Pirates         | 2B              | 7               | Bill Freehan     | Tigers          | C               |
| 8               | Gene Alley       | Pirates         | SS              | 8               | Rico Petrocelli  | Red Sox         | SS              |
| 9               | Juan Marichal    | Giants          | P               | 9               | Dean Chance      | Twins           | P               |

| Zespół | 1 | 2 | 3 | 4 | 5 | 6 | 7 | 8 | 9 | 10 | 11 | 12 | 13 | 14 | 15 | R | H | E |
| --- | - | - | - | - | - | - | - | - | - | -- | -- | -- | -- | -- | -- | - | - | - |
| National League | 0 | 1 | 0 | 0 | 0 | 0 | 0 | 0 | 0 | 0  | 0  | 0  | 0  | 0  | 1  | 2 | 9 | 0 |
| American League | 0 | 0 | 0 | 0 | 0 | 1 | 0 | 0 | 0 | 0  | 0  | 0  | 0  | 0  | 0  | 1 | 8 | 0 |
| WP: Don Drysdale (1–0) LP: Catfish Hunter (0–1) SV: Tom Seaver (1) Home runy: NL: Dick Allen (1), Tony Pérez (1) AL: Brooks Robinson (1) |   |   |   |   |   |   |   |   |   |    |    |    |    |    |    |   |   |   |

## Składy
| Miotacze - Dean Chance (2) - Al Downing (1) - Steve Hargan (1) - Joe Horlen (1) - Catfish Hunter (2) - Jim Lonborg (1) - Jim McGlothlin (1) - Gary Peters (2) Łapacze - Paul Casanova (1) - Andy Etchebarren (2) - Bill Freehan (4) |  | Wewnątrzpolowi - Max Alvis (2) - Rod Carew (1) - Jim Fregosi (3) - Harmon Killebrew (9) - Mickey Mantle (19) - Dick McAuliffe (3) - Rico Petrocelli (1) - Don Mincher (1) - Brooks Robinson (11) Zapolowi - Tommie Agee (2) - Ken Berry (1) - Tony Conigliaro (1) - Al Kaline (16) - Tony Oliva (4) - Frank Robinson (10) - Carl Yastrzemski (4) |  | Menadżer - Hank Bauer Trenerzy - Bill Rigney - Eddie Stanky |

| Miotacze - Mike Cuellar (1) - Don Drysdale (8) - Bob Gibson (5) - Ferguson Jenkins (1) - Denny Lemaster (1) - Juan Marichal (7) - Claude Osteen (1) - Tom Seaver (1) - Chris Short (2) Łapacze - Tom Haller (2) - Tim McCarver (2) - Joe Torre (4) |  | Wewnątrzpolowi - Dick Allen (3) - Gene Alley (1) - Ernie Banks (13) - Orlando Cepeda (11) - Tommy Helms (1) - Bill Mazeroski (10) - Tony Pérez (1) Zapolowi - Hank Aaron (17) - Lou Brock (1) - Roberto Clemente (11) - Willie Mays (18) - Pete Rose (2) - Rusty Staub (1) - Jimmy Wynn (1) |  | Menadżer - Walter Alston Trenerzy - Herman Franks - Harry Walker |

- W nawiasie podano liczbę powołań do All-Star Game.